# Onthophagus mpassa
Onthophagus mpassa là một loài bọ cánh cứng trong họ Bọ hung (Scarabaeidae).